# Київські дачі

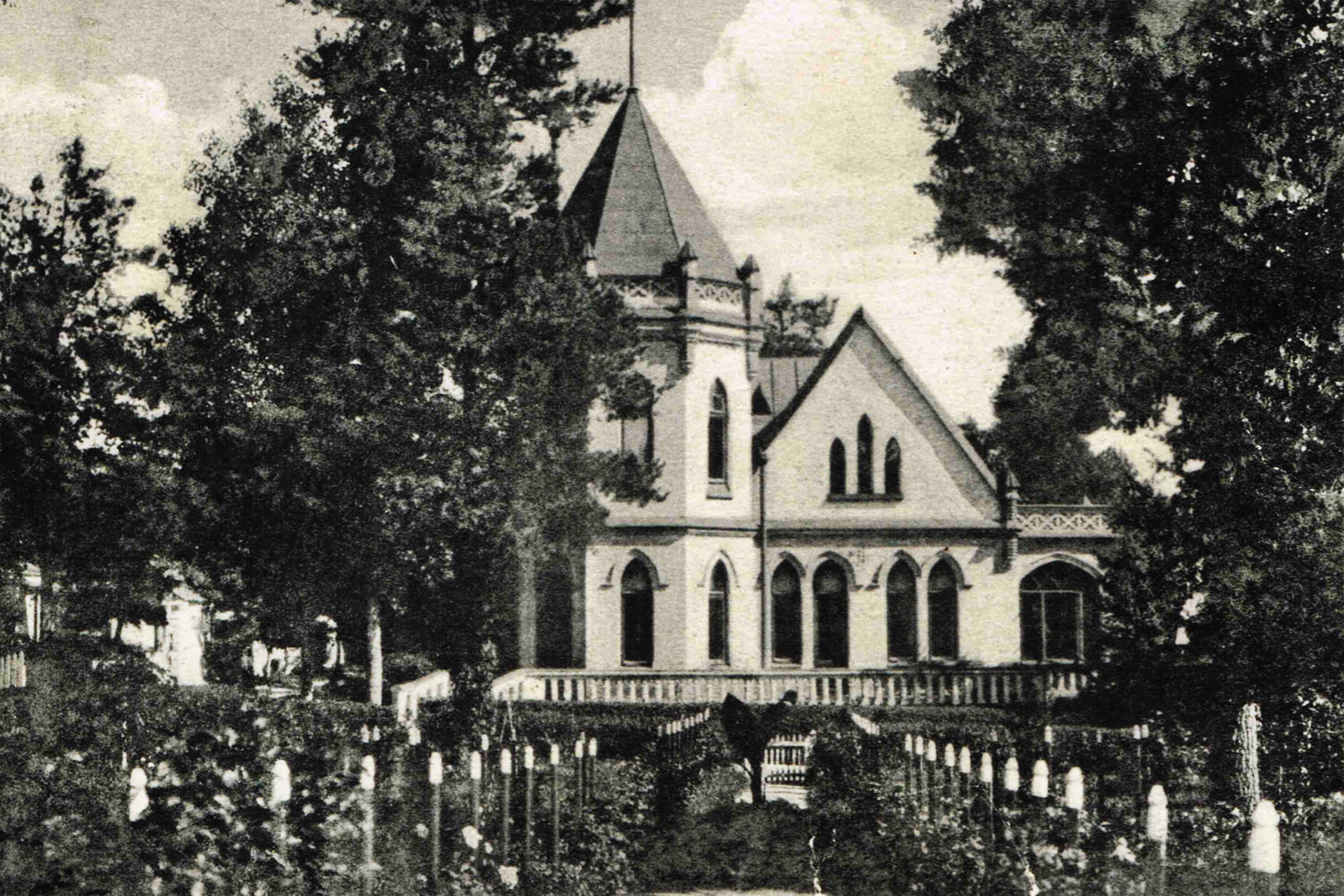
Садиба Сокологорського (Буча) (початок ХХ ст.)

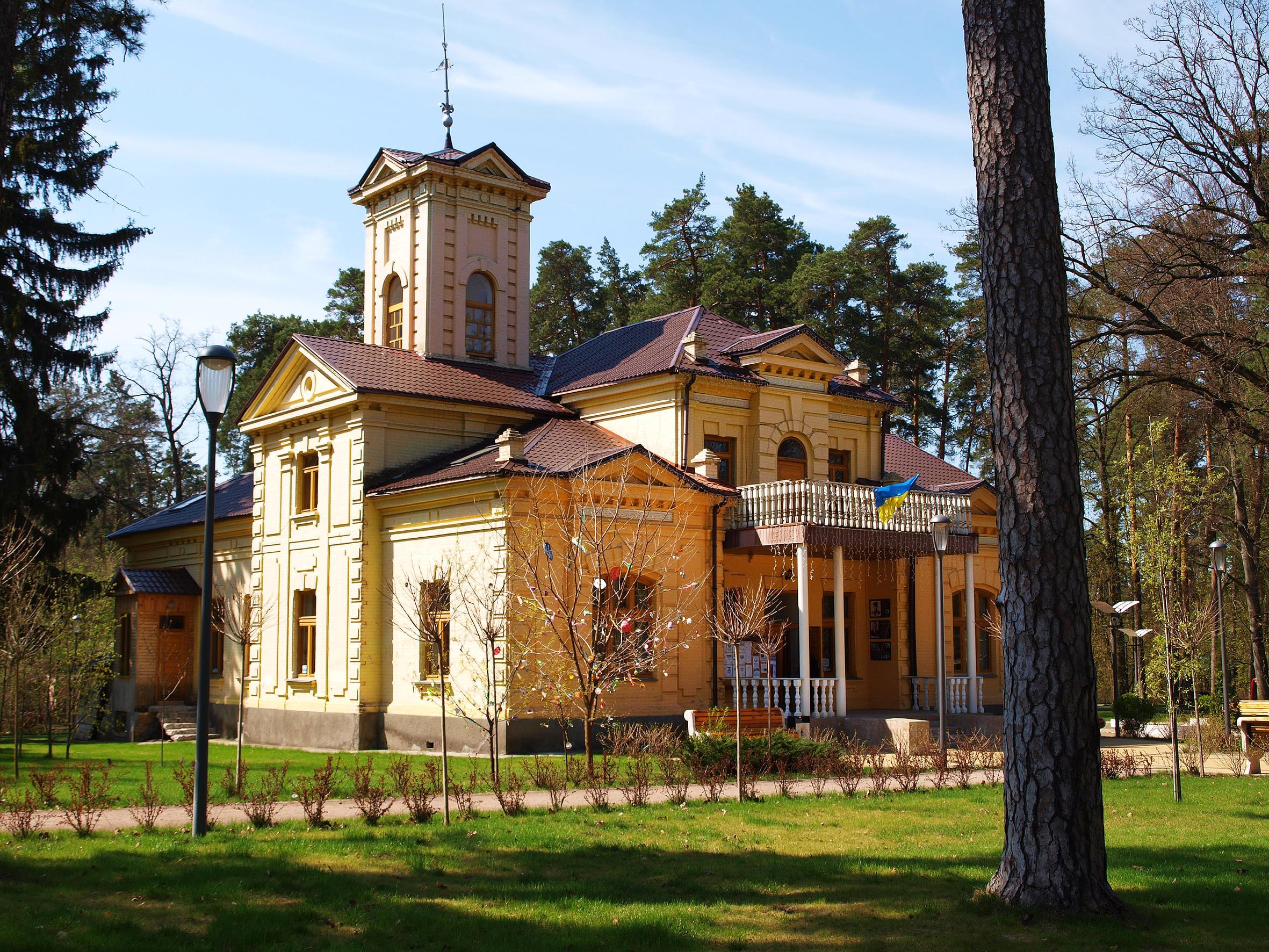
Будинок Уварової (Ворзель)

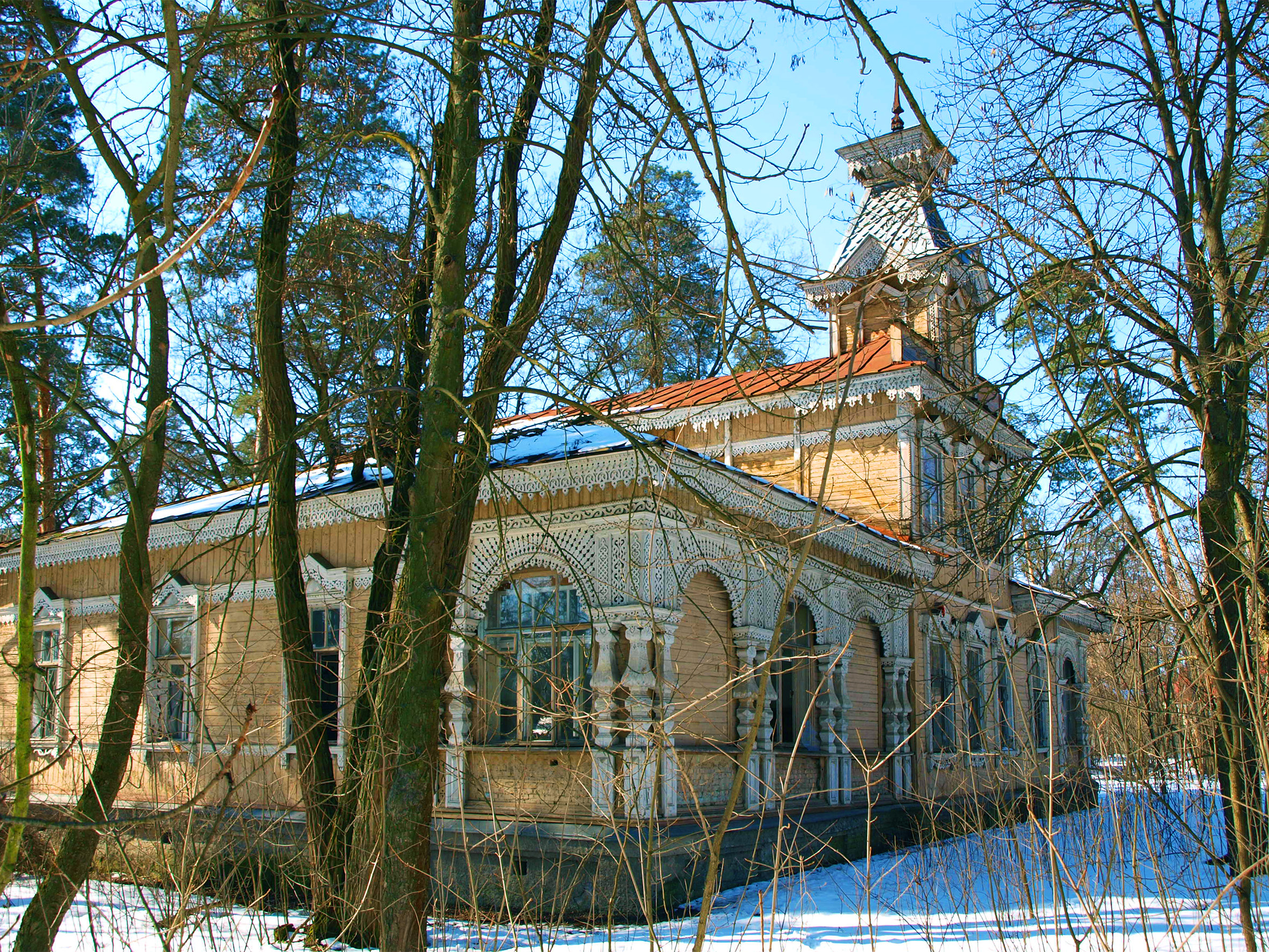
Дача на Юнкерова, 37-А, Пуща-Водиця

 Ки́ївські да́чі — дачні селища у передмісті Києва, які виникли внаслідок кількох хвиль дачного буму у другій половині ХІХ — на початку ХХ сторіччя, а також у другій половині ХХ сторіччя.
Найкращі зразки дачної архітектури поставлені на облік пам'яток історії та культури місцевого значення.

## Термінологія
Упродовж XVIII —ХХ сторіч термін дача мав різне значення.
1. У XVIII — першій половині XIX століття дачами називалися державні угіддя, віддані у тимчасове або постійне користування приватним особам або установам. Наприклад, Києво-Печерська лавра володіла дачами з озерами в Кончі-Заспі і на лівому березі Дніпра. Великі господарства постачали лаврі рибу.
1802 року угіддя для заміської дачі (майбутню Феофанію) одержав настоятель Михайлівського Золотоверхого монастиря.
У середині XIX столітті Теремки, якими володів Софійський монастир, були відомі як Софійська дача.
2. Дачами називалися також великі упорядковані угіддя, відведені для літнього відпочинку містян. Ці пансіонати належали відомствам і віддавалися в оренду їхнім службовцям. Перші київські дачі такого типу на Шулявці і в Братській Борщагівці влаштували митрополити для студентів Київської духовної академії.
У 1840-х роках офіцерам саперного батальйону, розквартированого на Печерську, під городи виділили Саперні дачі (Саперну слобідку).
3. У другій половині ХІХ сторіччя набули популярності дачі — приватні заміські садиби.
На старих картах назви дач написані з великої літери, а їхні родові позначення — з малої: Софійські, Сулимівські дачі. Згодом означуване слово «дача» увійшло до київських топонімів (урбанонімів): Караваєві Дачі, Новокараваєві Дачі, Казенні Дачі.

## Київські дачні селища
У другій половині ХІХ — на початку ХХ сторіччя дачі й дачні селища виросли у передмісті Києва (Лук'янівка, Сирець, Куренівка, Пріорка, Видубичі, Деміївка), поблизу Дніпра (Китаїв, Межигір'я, Трипілля), уздовж трамвайних ліній (Святошин, Пуща-Водиця) та уздовж залізниць (Боярка, Мотовилівка, Ірпінь, Буча, Ворзель, Тетерів, Дарниця).
Дачні селища на Пріорці, Казенних Дачах і в Китаєві (Корчуватому) з'явилися у 1850-х роках.
У 1870-1880-х роках кияни почали виїжджати у заміські будинки у Старій Дарниці, Боярці, Мотовилівці.
Із 1890-х дачники почали займати літні будинки у Новій Дарниці, Кинь-Ґрусті, на Святошинських дачах та в Пущі-Водиці.
З 1900-х років забудовуються Караваєві, Сулимівські, Софійські дачі.
Після відкриття у 1903—1908 роках Києво-Ковельської лінії Південно-Західної залізниці дачні селища заснували в Ірпені, Бучі, Ворзелі, Немішаєвому.
На межі ХІХ — ХХ сторіч під Києвом відпочивало близько 50 тисяч киян.
|                                      |                                       |                            |
| Дача на Юнкерова, 50-Б (Пуща-Водиця) | Дача на вулиці Хрещатик, 104 (Боярка) | Садиба Бахарєва (Святошин) |

### Пріорка
У другій половині ХІХ століття Пріорку перетворили на дачне передмістя Києва. У першій чверті XX століття Пріорка фактично злилася з Куренівкою, Вітряними Горами й Западинкою і припинила існувати як окреме селище.

### Казенні Дачі

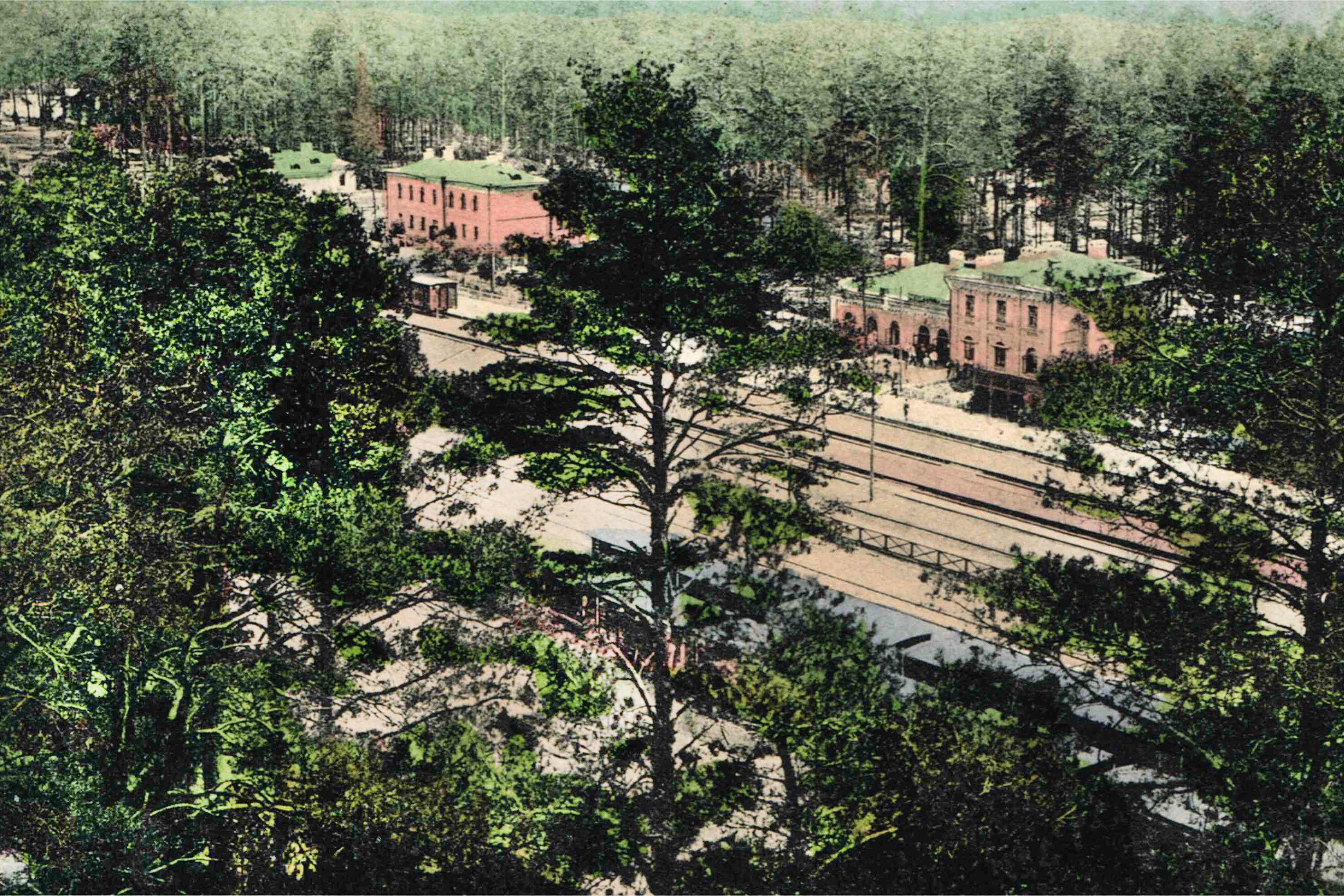
Дарниця

1854 року Київська палата державних маєтностей на території майбутніх Казенних Дач, розташованих між нинішньою кіностудією ім. Довженко і Караваєвими Дачами, для своїх чиновників облаштувала близько трьох десятків садиб із будиночками. Упродовж 1860—1880-х років заможні власники зносили колишні казенні будиночки і зводили вілли. Одну з них її власниця Амалія Шедель назвала «Сан-Сусі», оскільки вілла була схожа на палац Сансусі у Потсдамі. Відтоді ця назва поширилася на всю місцевість.
На території селища були власні сторожі, посильні, садівники і чергові екіпажі для сполучення з містом. Вечорами грав духовий оркестр, ставилися аматорські вистави.

### Дарницькі дачі
У 1860-х роках виникає селище Стара Дарниця. 1896 року як дачне селище згадується Нова Дарниця. Тоді ж було сформовано мережу вулиць між залізницею та сучасними вулицями Вересневою (Василівською), Ю. Шевельова (Михайлівською) і Сімферопольською (Іванівською).
Дарницькі дачі, під які виділили 366 ділянок, розташовувалися в десяти верстах від Києва. На початку ХХ сторіччя на них збудували 80 дачних будинків.
Відпочивальників у Дарниці приваблювали «суха здорова місцевість, піщаний ґрунт і великий ліс». У версті від Дарниці на Дніпрі були влаштовані купальні.
|                |                |
| Дача (Дарниця) | Дарницькі дачі |

### Китаїв (Корчувате)
У 1900—1910-х роках існувало дачне селище Китаїв. Дачі розташовувалися над Дніпром на Корчуватому (вздовж сучасної Набережно-Корчуватської вулиці).
Китаїв став осередком натхнення для таких видатних постатей, як Михайло Драгоманов, Олена Пчілка, Людмила Старицька-Черняхівська, Микола Зеров, Панас Саксаганський та багатьох інших. Тут народжувалися музичні твори та поетичні рядки і відбулося чимало знаменних подій. Зокрема у літній домівці Драгоманових було весілля Ольги Драгоманової та Петра Косача. У цей пам’ятний день в Китаїв прибуло багато друзів родини, представників Старої громади.
Також у Китаєві відбулось освячення літнього народного театру, влаштованого у садибі нащадків власника цегельного заводу Сніжка. Аматорський театральний колектив Михайла Старицького виступив на сцені з славнозвісною комедією «За двома зайцями». Справу батька продовжила Марія Старицька – на китаєвській сцені ставилися п’єси корифея та твори інших драматургів.
Микола Лисенко впродовж багатьох років відпочивав разом зі своєю чисельною родиною в мальовничому Китаєві. Поруч з дачним будиночком ріс великий ліс, у якому вранці після сніданку композитор усамітнювався задля творчості. Літніми вечорами китаївські дачники збирались послухати щойно написані твори.
В 20-ті роки Михайло Грушевський влітку мешкав в Китаєві, де облаштував будинок по вул. Китаївська, 13/7.
Серед розваг відпочивальникам пропонувалося купання в затоці Дніпра або відвідування концертів у літньому театрі. Віряни мали можливість піти на прощу до чоловічого монастиря Китаївської пустині.

### Боярка

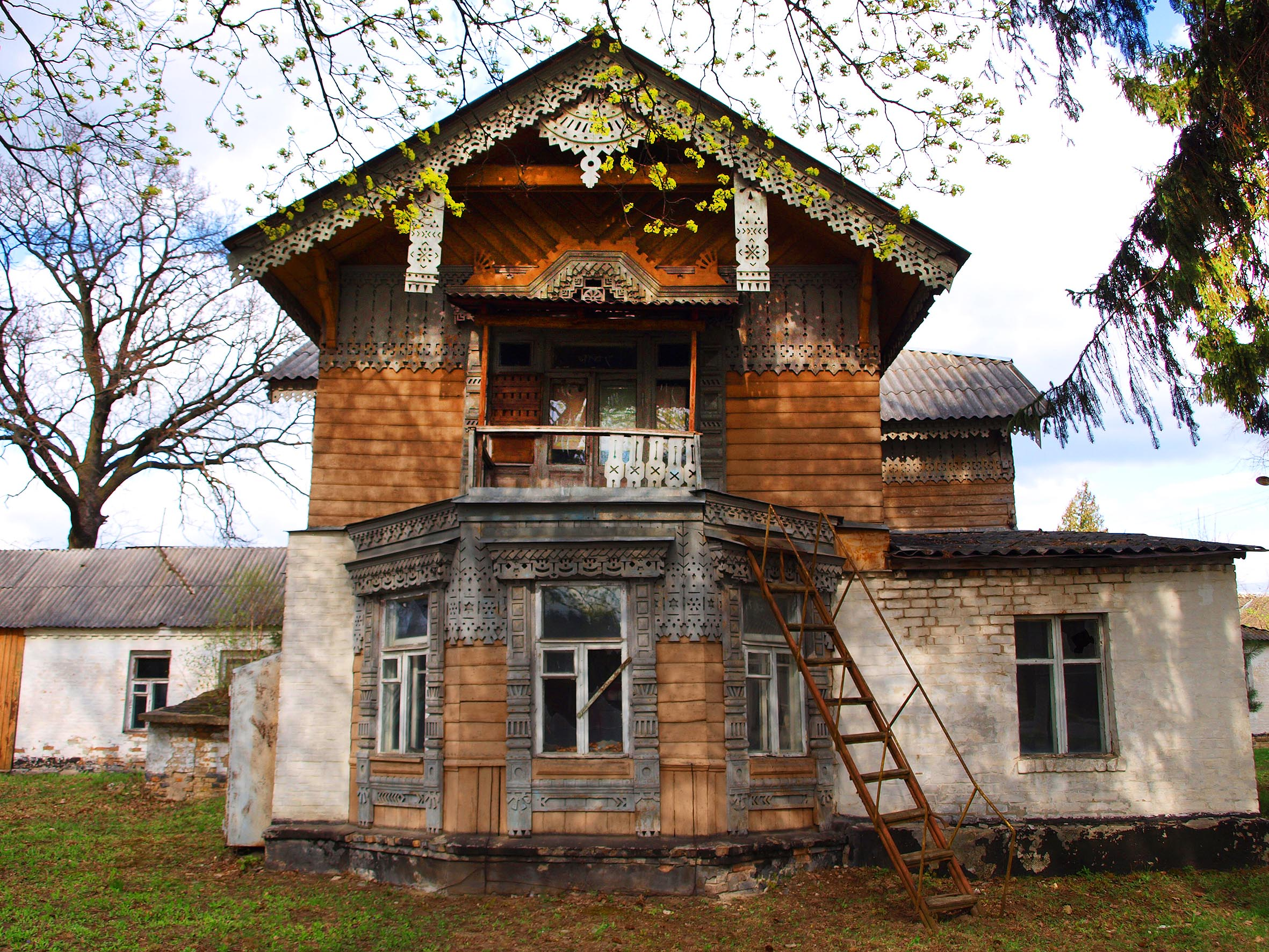
Садибний будинок (Боярка, вул. Хрещатик, 20)

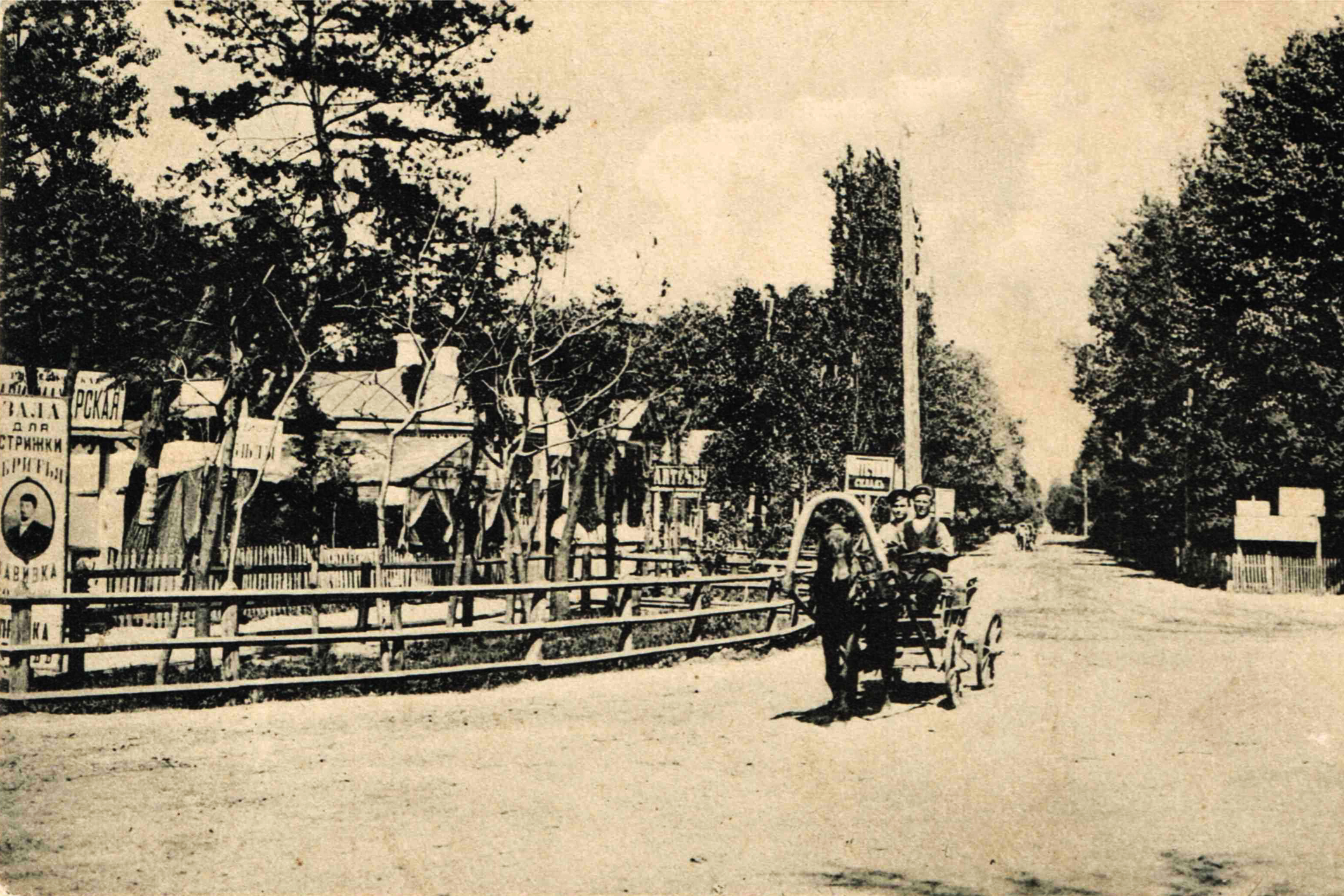
Вулиця Хрещатик (Боярка)

1870 року на ділянці Київ-Фастів Києво-Одеської залізниці в селі Будаївка відкрилася станція Боярка. 1881 року лісове відомство біля станції відвело від державного майна понад 100 ділянок для продажу приватним особам. У жовтні 1882 року медична рада надала селищу статус лікувально-кліматичного курорту для легеневих хворих. Це дало поштовх до розвитку Боярки. Уздовж соснового бору розпланували 93 ділянки, площею майже 800 квадратних сажнів кожна: 78 садиб на вулиці, яку жартома прозвали «Хрещатиком», і 15 — на Липках. Київські багатії спорудили перші дачі на Хрещатику для власного користування. На початку 1880-х років дачним будівництвом зайнялися київські підприємці й місцеві заможні селяни, щоб здавати дачі в оренду грошовитим киянам. А наприкінці 1880-х років боярські дачі знімали люди середнього достатку, переважно, залізничні службовці.
У Боярці відпочивали або лікувалися український історик, громадський та політичний діяч Михайло Грушевський, композитор Микола Лисенко, актриса Марія Заньковецька, художник Микола Пимоненко, український перекладач, письменник Олександр Кониський, український учений-криміналіст та історик права Олександр Кістяківський, письменники Олександр Купрін і Шолом-Алейхем.
За словами Лаврентія Похилевича, Боярка весною і влітку, особливо вечорами, перетворювалася на багатолюдне і галасливе передмістя Києва. У селищі проживало різнорідне населення і розміщувалися резиденція адміністративної влади, дільниця поліцейського пристава, крамниці, склади, шинки, розважальні заклади та шикарні будівлі із садами і квітниками.
За станом на початок ХХІ сторіччя у Боярці збереглося кілька дерев'яних дачних будівель: збудована до 1885 року дача Олександра Кістяківського на вул. Хрещатик, 90 (або 88), садибний будинок Добромирових на вулиці Хрещатик, 20, дача на вул. Хрещатик, 83.
|                                 |                                 |                                  |
| Дача О. Кістяківського (Боярка) | Дача. Боярка, вул. Хрещатик, 83 | Дача. Боярка. вул. Хрещатик, 103 |

### Мотовилівка

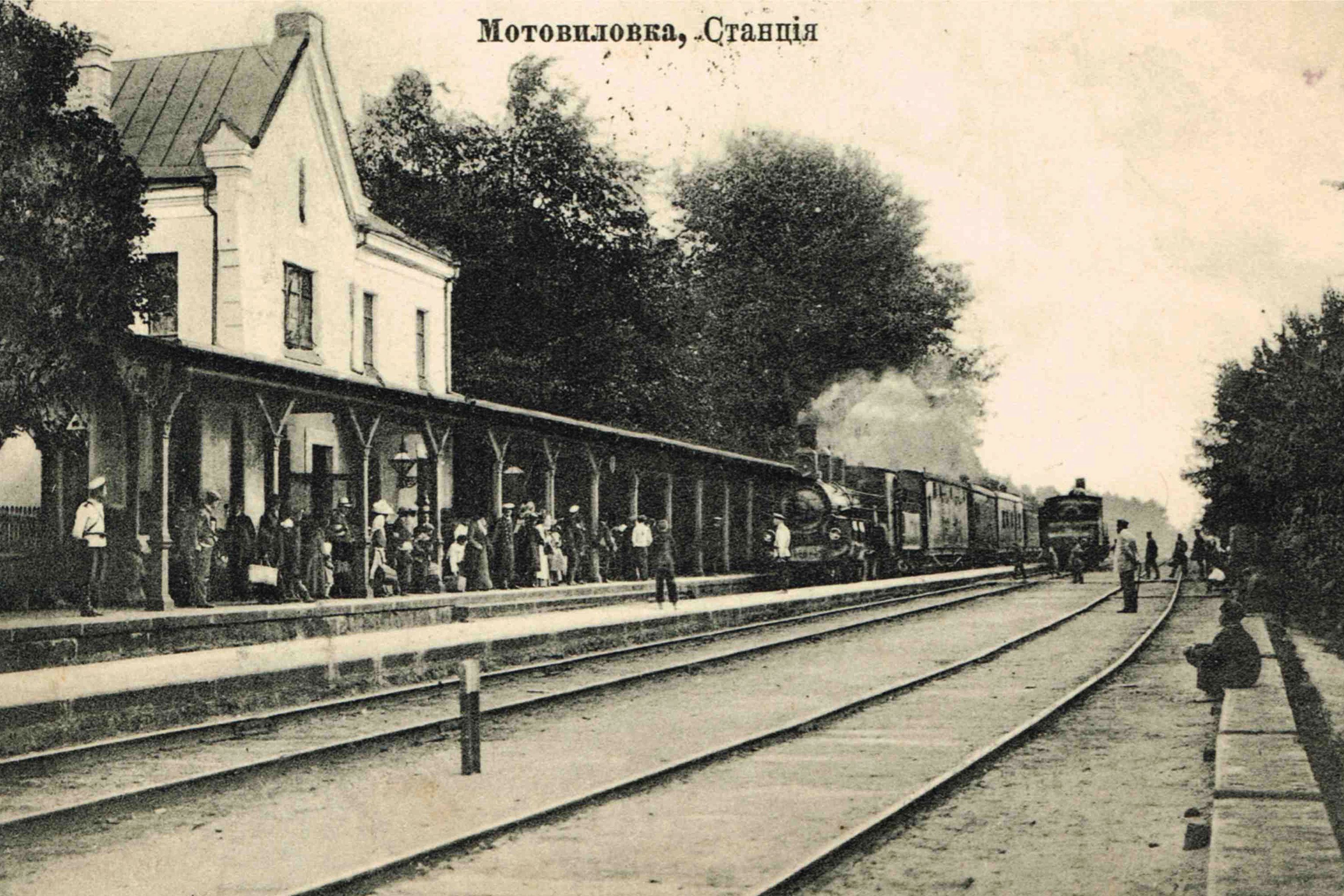
Мотовилівський вокзал

Разом із Бояркою виросло дачне селище в Мотовилівці. Найпопулярнішим місцем гулянь був мотовилівський вокзал. Як описували тодішні свідки, "після відходу поштового поїзда відпочивальники збиралися у вокзальній залі, де поштмейстер викрикував імена адресатів, яким надійшли листи.

### Дача Кульженка (Кинь-Ґрусть)
1838 року хутір Кинь-Ґрусть, ліс і ставки придбали П. і М. Лукашевичи, які звели великий будинок і насадили фруктовий сад. Вони утримували власний кріпацький оркестр, який давав публічні концерти. Наприкінці ХІХ сторіччя власником садиби став Стефан Кульженко (1836—1906), меценат української культури, власник однієї з найкращих друкарень в Російській імперії, видавець серій листівок із краєвидами Києва. Після цього місцевість назвали «Дачею Кульженка». На її території заснували плантацію лікарських рослин.

### Пуща-Водиця
Місцевість «Лісова дача Пуща-Водиця» перейшла у власність Києва у 1793 році.
Наприкінці XIX століття за ініціативою київських лікарів Ф. Г. Яновського і Р. Р. Рубінштейна в Пущі збудували перші санаторії. У зв'язку із цим з'явився попит на дачі, які почали знімати заможні хворі. 1883 року член Київської міської думи, київський купецький староста Микола Чоколов виступив із пропозицією перетворити Пущу на дачне селище. 1894 року на території Пущі-Водиці між річками Котуркою і Горенкою розпланували 600 ділянок. Проклали сім поздовжніх (нині шість) і 17 поперечних вулиць (зокрема 14 ліній).
Власниками дач в Пущі-Водиці були архітектори Володимир Ніколаєв, Едуард-Фердинанд Брадтман, фабриканти Я. Ріхерт та І. Снєжко. Селище відвідував архітектор Владислав Городецький.
|                          |                          |                       |
| Дача (вул. Юнкерова, 47) | Дача (вул. Юнкерова, 50) | Дача на Максименка, 9 |

### Святошинські дачі
1897 року під Святошинські дачі відвели близько 250 га землі з Києво-Межигірського лісу уздовж Берестейського шосе. На території розпланували 450 ділянок, які віддали з торгів в оренду.
На території дачного товариства були Миколаївська церква, пошта, ощадна каса, телефонна станція, два проточних ставка для купання, відкрита сцена і концертна естрада, приватна бібліотека, ринок, аптека, кінематограф, тенісні корти, тир, дитячий майданчик, торговельні заклади, їдальні, першокласний ресторан із двома більярдними, громадські лазні, драматичний театр.
Дачники могли відпочивати в Казенному лісі, який простягався до села Петропавлівська Борщагівка. Поруч протікала невеличка річка.
Завдяки налагодженому побуту Святошинські дачі були популярнішими за всі інші дачні передмістя Києва. Близько трьох тисяч мешканців селища проживали тут цілорічно.
|                                              |                            |                                   |
| Дача з мезоніном (просп. Берестейський, 130) | Садиба (вул. Південна, 59) | Дача Дьякова (вул. Львівська, 80) |

### Караваєві Дачі
1870 року частину земель, на яких розташовувався «Деревний розсадник», продали хірургу, почесному громадянину Києва, професору Володимиру Караваєву (1811—1892). Згодом новий господар приєднав до маєтку «Гімназичну земельну ділянку», придбану у Кадетського корпусу. Загальна площа зросла з 43 до 63 десятин. Після смерті Володимира Караваєва його дочка, Ольга Караваєва-Колчакова, розділила володіння (понад 30 га) на 238 ділянок і протягом 1903–1908 років розпродала їх від приватні садиби. Із 1914 року місцевість, за якою закріпилася назва Караваєвські Дачі, увійшла до меж Києва.

### Сулимівські дачі (Катеринівка)
1895 року Київське доброчинне товариство заснувало для відпочинку вихованок Сулимівського пансіону, яким опікувалося товариство, Сулимівські дачі. Однак забудову дачного селища, яке з 1906 року отримало назву Катеринівка, розпочали у 1905—1906 роках. Товариство надавало будиночки малозабезпеченим містянам, яким за станом здоров'я необхідний був заміський відпочинок. 

### Софійські дачі (Пронівщина)
У XIX столітті у Києві софійськими дачами називали території, якими володів Софійський монастир. Зокрема Києво-Софійському митрополитському дому належала Пронівщина, історична місцевість між Олександрівською слобідкою, Совками, Чоколівкою і Турецьким містечком. Митрополити здавали дачі в оренду приватним особам.
У 1912 році землі Софійських дач поділили на 400 земельних ділянок, призначених для садибної забудови.
|                         |                                            |                                                  |
| Хутір Кинь-Ґрусть, 1888 | Екскурсія біологічного гуртка (Пронівщина) | Санаторій у будівлі колишньої дачі (Пуща-Водиця) |

### Ірпінь

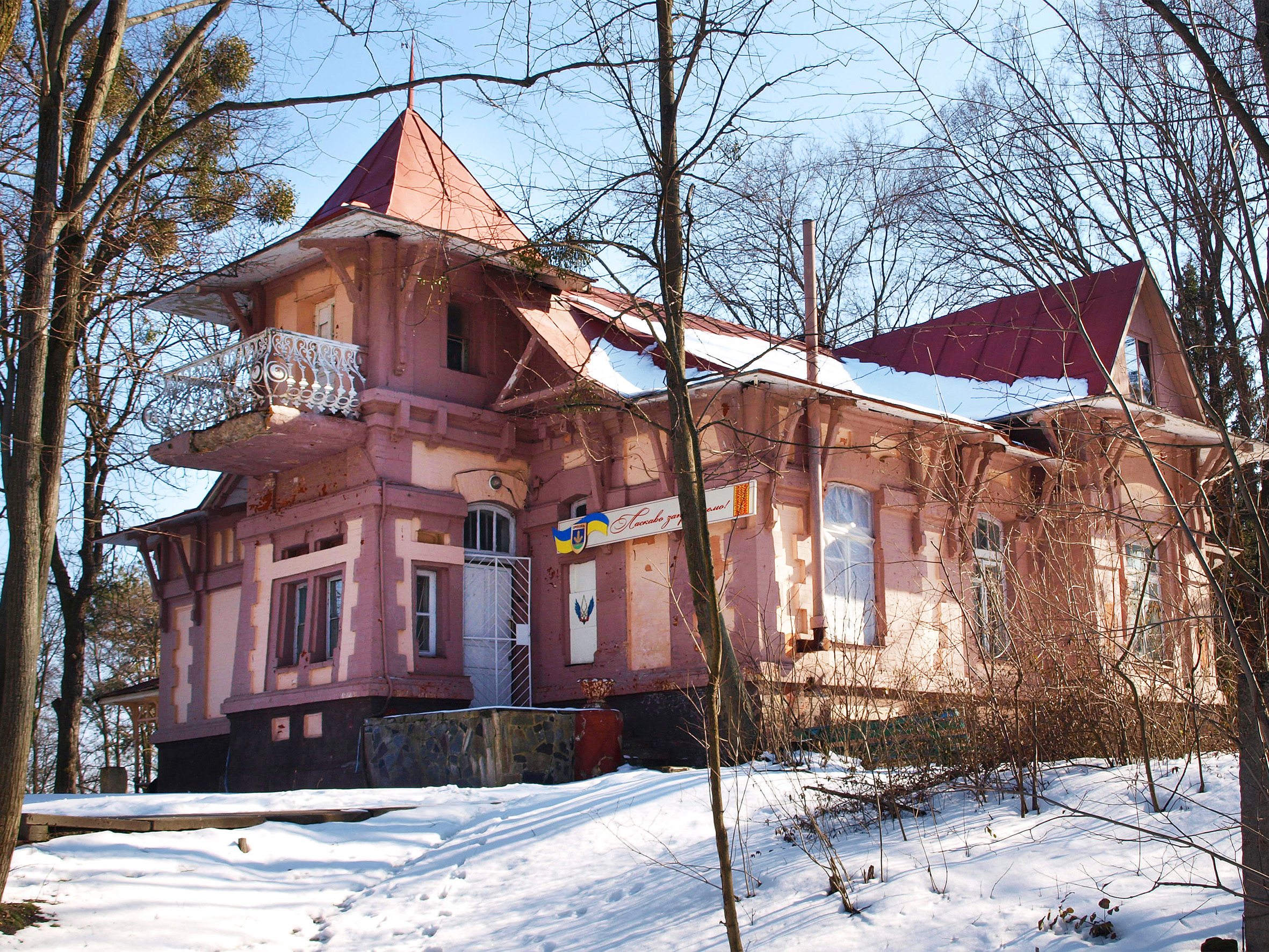
Дача Миколи Чоколова (Ірпінь)

На початку ХХ сторіччя Ірпінь став найбільшим дачним селищем під Києвом. Поміщики Сагатовський, Вишневський і Рушковська продали 1000 дачних ділянок. На них збудували близько 600 дач.
У путівниках до принад селища відносили чисте повітря, ліс і річку Ірпінь: «Річка рясніє мальовничими куточками і зручними місцями для полювання й рибальства. Для купання р. Ірпінь також дуже добра; на березі облаштовані купальні. По р. Ірпеню можна організовувати прогулянки на човнах в сусідні селища».
В Ірпені відпочивали й творили письменники і поети Леся Українка, Панас Мирний, І. К. Карпенко-Карий, Юрій Яновський, Остап Вишня, Андрій Малишко, Михайло Стельмах, Павло Тичина, Володимир Сосюра, Степан Васильченко, Леонід Первомайський, Олександр Купрін, Борис Пастернак, Олександр Твардовський; композитори Микола Лисенко та Лев Ревуцький; художники Федір Кричевський, Борис Піаніда, Петро Сабадиш; корифеї театру Микола Садовський, Панас Саксаганський, Марія Заньковецька; видатні українські перекладачі Григорій Кочур, Микола Лукаш і Дмитро Паламарчук; кінорежисер Олександр Довженко та багато інших.

### Буча
Улітку 1902 року в київських газетах з'явилося оголошення про продаж дачних ділянок «із чудовим лісом у мальовничій і здоровій місцевості» поблизу Бучі.
Буча, за запевненнями путівників, «належить до найздоровіших місцевостей поблизу Києва. Молодий змішаний ліс, серед різноманітних порід якого переважає сосна, чисте повітря, відсутність туманів, проточний ставок для купання — все це говорить на користь селища».
Тоді ж кияни відкрили для себе селища Ворзель, Немішаєве 1-е, Немішаєве 2-е, Кичеєве та інші.
|                    |                             |
| Дача Штамма (Буча) | Дача, поч. ХХ ст. (Ворзель) |

### Немішаєве і Клавдієво
Немішаєве 1-е і Немішаєве 2-е (з 1913 року — Клавдієво) збудували у лісі уздовж Києво-Ковельської гілки Південно-Західної залізниці. Селища названі на честь начальника Південно-Західної залізниці К. Немішаєва, який сприяв швидкому заселенню цих селищ. Завдяки його зусиллям залізничні службовці і робітники змогли отримати позику у 6 % з пенсійного капіталу і стали власниками земельних ділянок. Значна частина залізничних службовців жила в селищах і взимку.
За інформацією довідників, у селищах вода була криничною. Молочні продукти і молоко привозили з навколишніх сіл. Базар не був упорядкований. Мисливцям пропонувалося полювати в лісах фон Мекка.
|                                      |                              |
| Дачний інтер'єр. Уваровський будинок | Голландська грубка (Ворзель) |

## Дачі у радянську добу

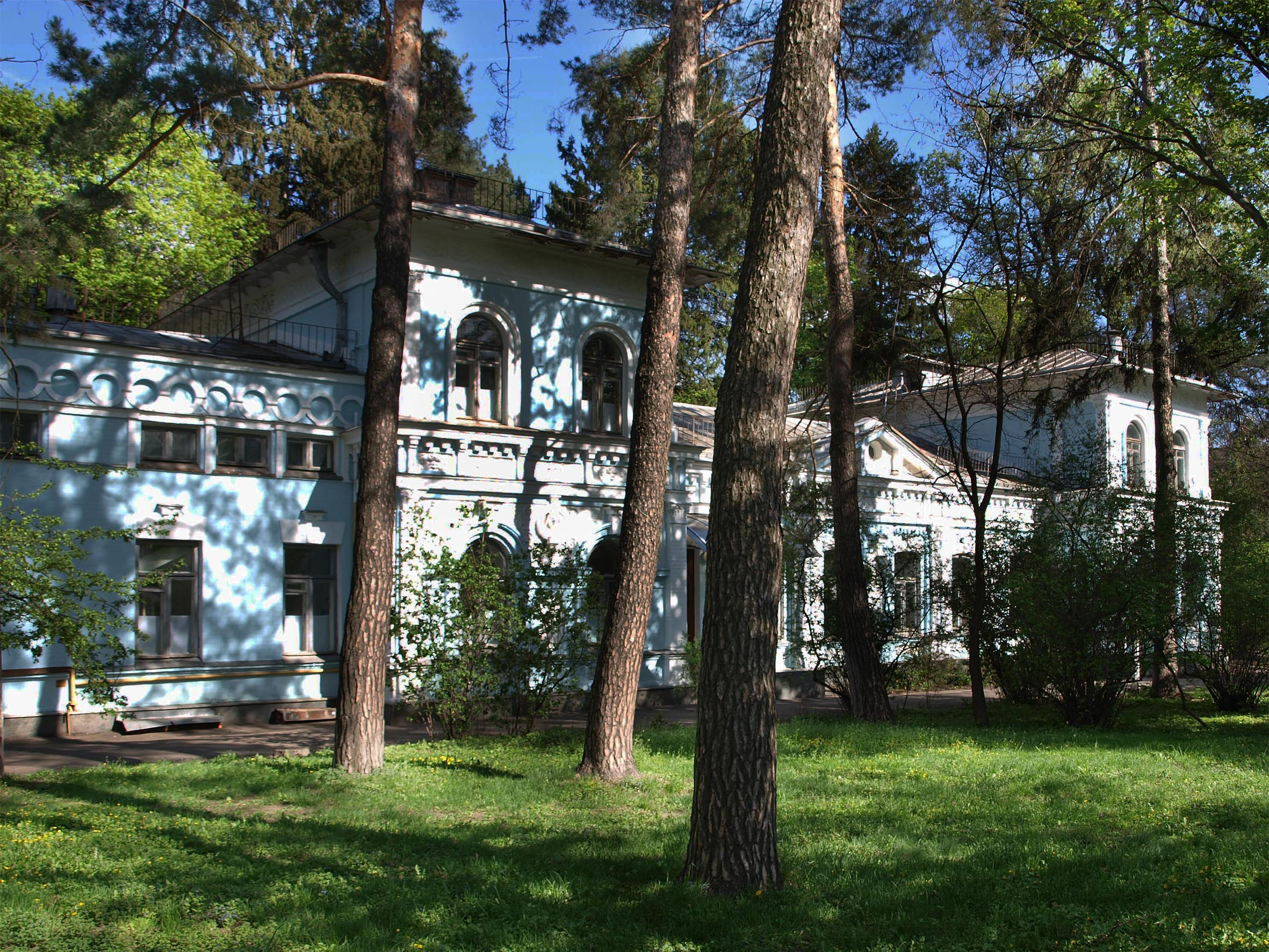
Дача Микити Хрущова (Лук'янівка)

У 1920-1930-х роках лише обмежена кількість радянських людей отримала можливість жити у заміських будинках. Водночас у цей період по всій країні облаштовують урядові дачі. Під урядову дачу пристосували колишній панський маєток у Васильчиках (тепер парк «Нивки»). Васильчиківська дача була великою територією в 55 десятин землі з лісом, ставками, сінокісними угіддями, городом і садом. На її території розташовувався двоповерховий будинок. Із середини 1930-х років маєток, оточений високим парканом, перетворили на спецдачу вищого партійного керівництва. Зі зміною господаря мінялась і неофіційна назва маєтку: дача Любченка, дача Кагановича, дача Хрущова, дача Коротченка.
Ще одна дача Хрущова, колишній особняк Октавіана Більського, розташована на вулиці Герцена, 12 (Лук'янівка). У 1930-х роках садибу перетворили на урядову дачу і режимний об'єкт. У 1934—1937 роках тут мешкав народний комісар внутрішніх справ УРСР, один з організаторів Голодомору Всеволод Балицький. За його наказом ліве крило особняка розбудували, а в парку спорудили містки, альтанки, статуї тощо. Згодом дача стала резиденцією перших секретарів ЦК КПУ. У 1943—1949 роках у ній жив член Військової ради I Українського фронту Микита Хрущов. Останнім тут мешкав Петро Шелест. Його наступник, Володимир Щербицький, передав особняк НДІ педіатрії, акушерства і гінекології.
У пізніші часи місцем розташування численних санаторіїв, будинків відпочинку та урядових дач стала Конча-Заспа.
Широкі верства населення у СРСР змогли отримати дозвіл на дачне будівництва за часів Микити Хрущова, який керував країною у 1953—1964 роках. У 1960-1980-х роках спостерігався бурхливий розвиток садівництва. Водночас запровадили жорсткі правила щодо будівництва дач. Наприклад, площа заміського будинку мала становити 20-25 кв.м. Існували обмеження щодо висоти стін і даху. Заборонялося огороджувати ділянки.
Навколо Києва виросло кілька десятків садових і дачних товариств. У 1950-і роки дачне селище з'явилося на хуторі Берковець.
Ще після реконструкції Чернігівського шляху і побудови Русанівського та Ланцюгового мостів через Дніпро у 1848—1853 роках у Микільській Слобідці виросло робітниче й дачне селище. У 1950-і роки на північній околиці Микільської слобідки освоюється дачне селище Русанівські сади.
Тоді ж заснували дачне селище Нижні сади (Осокорки), найбільше дачне селище в Україні.
Черговий дачний бум стався на межі ХХ і ХХІ сторіч, уже в добу незалежності України.
|                                    |                                              |                                      |
| Руїни «дачі Хрущова». Парк «Нивки» | Дача авіаконструктора О. Антонова (Святошин) | Заміський будинок 2018 року (Ірпінь) |

## Дачні розваги і відпочинок

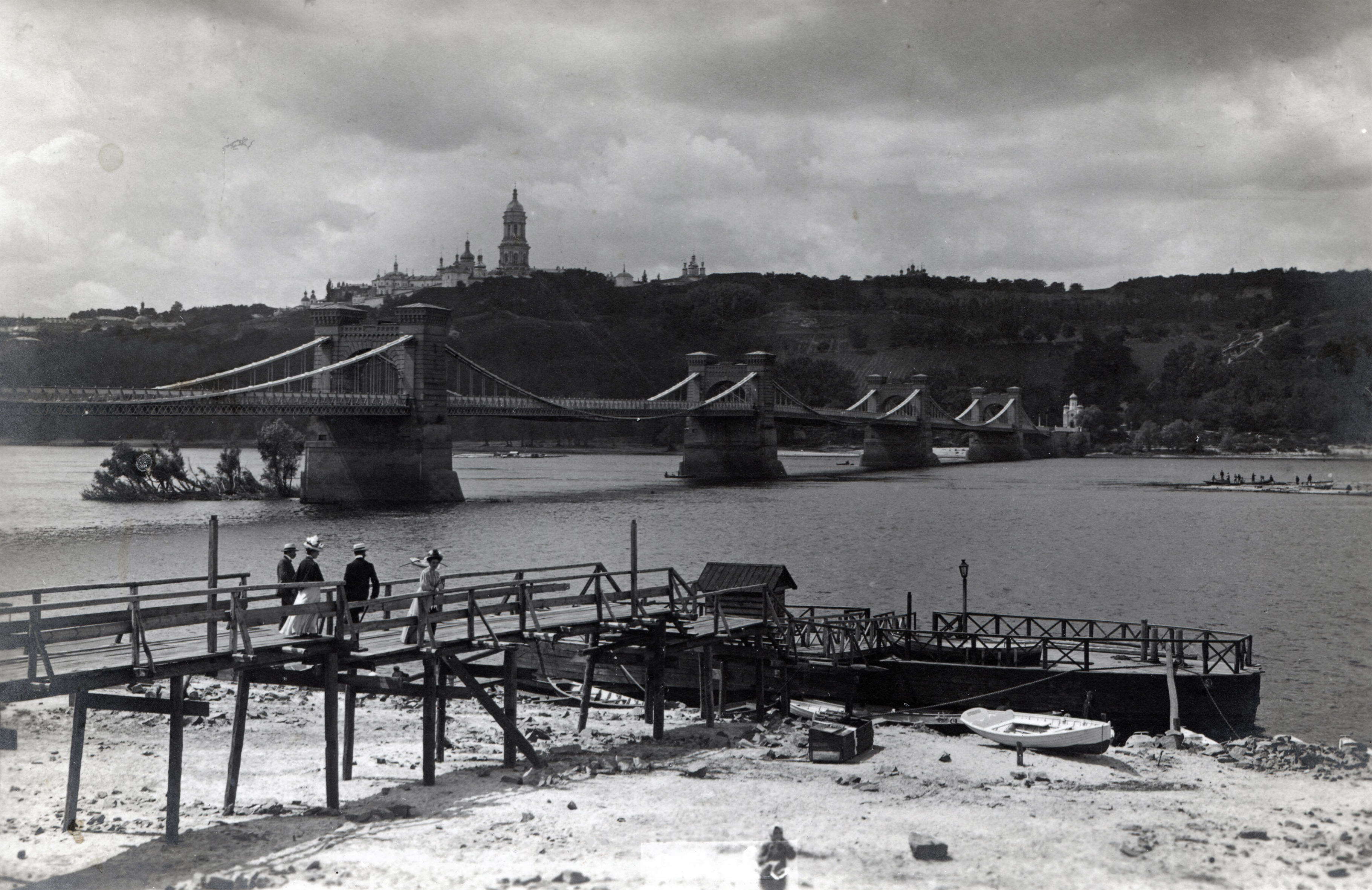
Дебаркадер на Дніпрі

Дослідники київської старовини зазначають: «Перші київські дачники 1840-х років психологічно сильно відрізнялись від теперішніх, і перш за все — своїм, абсолютно немислимим тепер, трагічним ставленням до природи. Теперішній простодушний гедонізм на тлі поля і річки вважався в ті часи верхом вульгарності. Ідеальний дачник був насамперед романтиком. Його душу обтяжувала непозбувна бентега (не важливо, з якого приводу), непереборне прагнення до усамітнення і роздумів над усесвітніми загадками. Саме в такому образі постає перед нами герой оповідання Олександра Федоровського „Туга за милим серцем“, що жив влітку 1839 року на дачі поблизу Китаївської пустині<…> Для людини 1820—1840 років дача без цвинтаря, монастиря, ярів і гір — уже не дача. Та й самі дачі відтоді сильно змінилися. Вони стали комфортнішими, а про їх „трагічні“ властивості мало хто вже і думав».
У середині ХІХ сторіччя в Російській імперії набирав обертів промисловий переворот. Київ, у якому зростали промисловість і будівництво, швидко перетворився на брудне і перенаселене місто. Заможні кияни спокій змогли знайти на дачах.
Довідник за 1914 рік рекламував для відпочинку розташований в сосновому лісі Святошин, який відрізнявся «чистотою озонованого повітря».
До принад Ірпеня, Бучі і Ворзеля рекламні оголошення відносили чисте повітря, ліс, річку і ставки. У Пущі-Водиці біля кінцевої станції трамвая розпланували великий парк, який полюбили як місцеві дачники, так й екскурсанти з Києва.
Відпочивальники за містом прагнули також оздоровитися. У жовтні 1882 року Боярка, розташована серед соснового лісу, отримала статус лікувально-кліматичного курорту для легеневих хворих. У Святошині збудували гідропатичну лікарню-санаторій.
|          |        |             |
| Святошин | Боярка | Кинь-Ґрусть |

За містом набув популярності активний спосіб життя. У Пущі-Водиці на 10-й лінії товариство рибальства взяло в оренду ставок «Палац». Ловили рибу на річках Ірпінь, Буча і Рокач. Мисливці полювали на тетеруків, зайців та іншу дичину.
Дачники захопилися ідеєю Петра Лесгафта про гармонійний духовно-фізичний розвиток. Професор запропонував систему фізичних вправ, яка складалася із природних рухів, таких як ходьба, біг, стрибки, боротьба, прості гімнастичні вправи, ігри та екскурсії. Окрім вправ дачники мали споглядати природу й духовно вдосконалюватися.
У дачну моду увійшли прогулянки велосипедом. Придбати велосипеди, наприклад, «Глорію» за 25 карбованців, можна було у київських крамницях. Велосипедні та роликові доріжки обладнали на  Святошинських дачах.
До захоплень дачників відносився лаун-теніс. Гра була дорогим задоволенням. Набір ракеток, сітки і м'ячів коштував 30 карбованців. Для порівняння праця землекопа тоді оцінювалася в 1,5 карбованця в день. Тенісні корти були у Святошині. Там же пропонувалися кеглі з крокетом, більярд. Для дітей обладнали майданчик для фребелівських ігор.
У відпочивальників з'явився запит на купання. Обладнані купальні пропонувалися в китаївському селищі. Путівники називали пляжі «однією з принад дачного життя в Китаєві». Щодо дарницького дачного селище, то через постійну повінь будувати дачі безпосередньо біля берега Дніпра було небезпечно. Натомість, дарницьких дачників на пляж, розташований за милю, возили спеціальні «купальні» поїзда. Згодом на березі ставків і річок решти дачних селищ також облаштовували пляжі. Товариство благоустрою Ірпеня спорудило на річці Ірпінь купальні. Тоді ж відкрили станцію прокату човнів.
|                                         |                   |                      |
| Продаж велосипедів на вул. Хрещатик, 20 | Рибалки на Дніпрі | Святошинські дачники |

За містом панувала атмосфера свята і гулянок. У дачних селищах відкрилися численні торговельні і розважальні заклади, їдальні, ресторани, шинки, крамниці, склади. У кафе продавалися різноманітні фрукти, морозиво, цукерки і кисле молоко (кефір, кумис). Окремий кумисно-кефірний заклад тримали татари у Боярці. Кефірний заклад і молочна ферма Влинського відкрилася в Ірпені.
Дачі «виглядали весело і гарно<…> Селища мали свої театрально-концертні традиції, свої гуляння з музикою, свою манеру спілкування, свою моду». У Пущі-Водиці поруч зі станційним буфетом розташувався театральний зал, в якому що вихідних і святкових днях влаштовували вистави, танці. У парку грав військовий оркестр.
У святошинському парку були кінематограф, відкрита сцена і концертна естрада. У фоє драматичного театру організовували танцювальні вечори. Двічі-тричі на тиждень грав симфонічний оркестр. Річний абонемент на відвідування парку для власника дачі із двома родичами коштував п'ять карбованців.
У святкові дні на сцені дарницького приватного театру просто неба йшли аматорські оперні і драматичні вистави. Концерти давали у літніх театрах у Боярці й Китаєві. Щонеділі і щочетверга управління залізниці у Боярці влаштовувало для відпочивальників безкоштовні концерти свого оркестру і хору. Театр облаштували в товарному відділенні на мотовилівській станції. 1910 року виникло Ірпінське товариство аматорів сценічного мистецтва. В Ірпені збудували театральне приміщення. А одну з вулиць назвали Театральною. 1910 року літній театр відкрився у Бучі. На його сцені виступав Михайло Булгаков.
|                        |                 |                    |
| Літня сцена (Святошин) | Театр у Дарниці | Парк у Пущі-Водиці |

Водночас не всім було до вподоби дачне життя. Майбутній письменник Костянтин Паустовський вважав, що в теплу пору року краще лишатися у Києві. «Місто було таким гарним навесні, — згадував він у „Повісті про життя“, — що я не розумів маминої пристрасті до обов'язкових недільних поїздок у дачні місця — Боярку, Пущу-Водицю або Дарницю. Я нудьгував серед одноманітних дачних ділянок Пущі-Водиці, байдуже дивився в боярському лісі на хирляву алею поета Надсона і не любив Дарницю за витолочену землю близько сосен і сипучий пісок, перемішаний з недопалками».

## Вартість житла

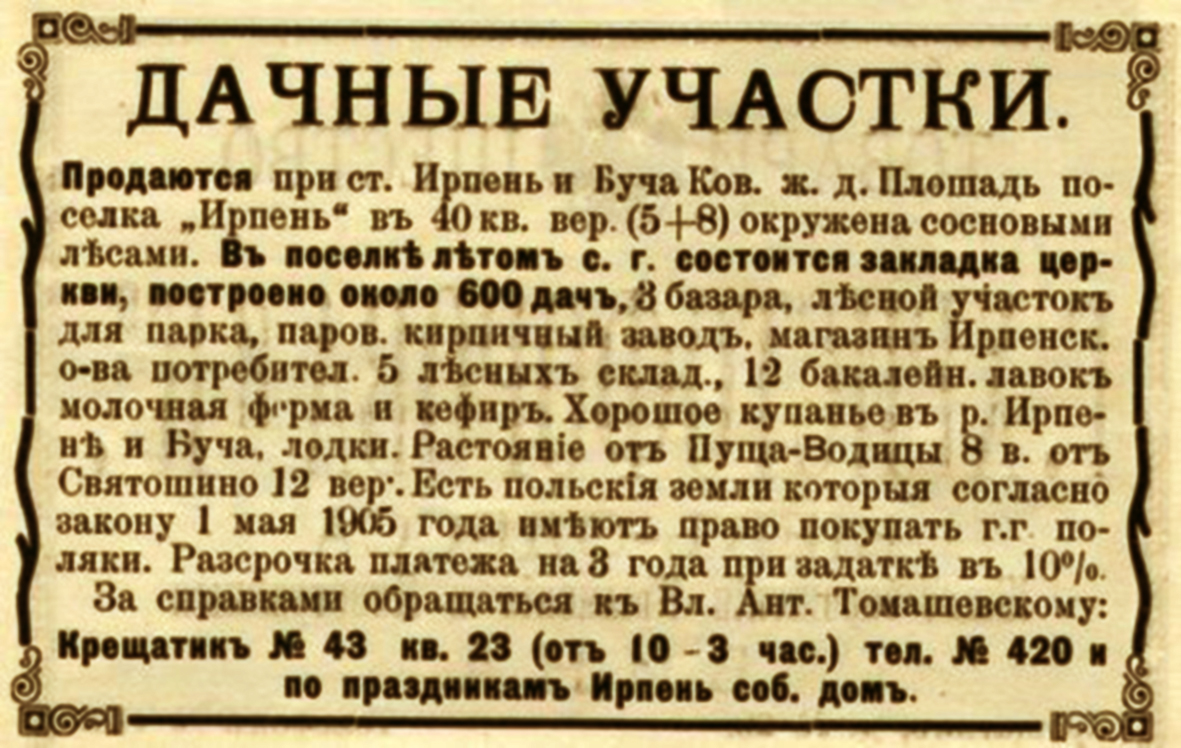
Оголошення про продаж дач в Ірпені і Бучі, бл. 1905 року

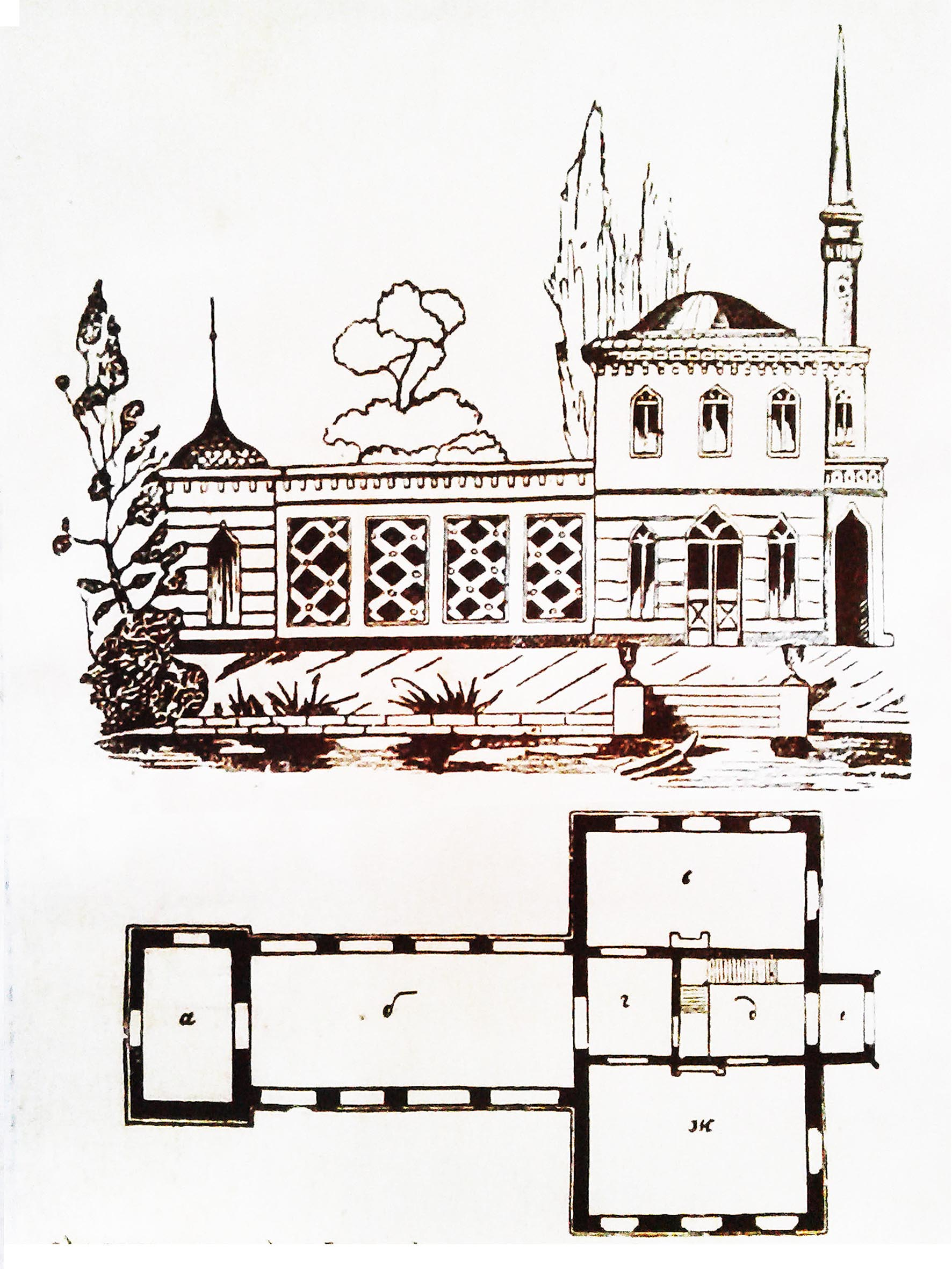
План дачі у турецькому стилі

Для різних навколокиївських дачних селищ вартість оренди заміського житла була неоднаковою. У будь-якому випадку дачі собі могли дозволити лише заможні люди. Згідно з довідником 1909 року «Дачні місцевості поблизу Києва», в Пущі-Водиці зняти дачу на рік коштувало 60-80 карбованців за ділянку в 600 сажень (27 соток). Згодом проживання в дачному будиночку на дві кімнати з кухнею коштувало 100—150 карбованців за сезон.
Трикімнатну дачу у Ірпені можна було зняти за 150 карбованців на літо, а у Ворзелі — від 50 до 125 карбованців у сезон.
Двоповерховий флігель по три кімнати з кухнями і верандами на кожному поверсі у Боярці коштував від 120 карбованців за верхній поверх до 150 карбованців за нижній. У дворі пропонувався сарай для дров, льодовня і криниця.
П'ятикімнатну в Ірпені можна було найняти за 300 карбованців. Оренда шестикімнатного будинку в Боярці з 4 верандами і окремою кухнею коштувала за літній сезон 500 карбованців.
Вартість оренди дач у Святошині коливалась від 75 до 100 карбованців за одну кімнату в сезон.
Ціна за кімнату у Немішаєвому не перевищувала 30 карбованців за сезон.
Найдешевшою була оренда дачі в Китаєві — 15-20 карбованців за кімнату.
Дачні будинки можна було не тільки взяти в оренду, але й купити. Згідно з оголошеннями, наприклад, в Пущі-Водиці будинок із 6 кімнатами, водопроводом, туалетом, ванною і садом продавався за сім тисяч карбованців. Кам'яний будинок у Ворзелі з водопроводом, каналізацією, землею понад дві десятини продаваласяза 30 тисяч.
Для порівняння: на початку ХХ сторіччя середня зарплата інженера становила 120 карбованців, а простого робітника з Подолу — близько 30 карбованців. Чотирикімнатна квартира в Києві, яка в ті часи вважалася маленькою, коштувала до 300 карбованців на рік або 25 карбованців на місяць.

## Сполучення з дачними селищами

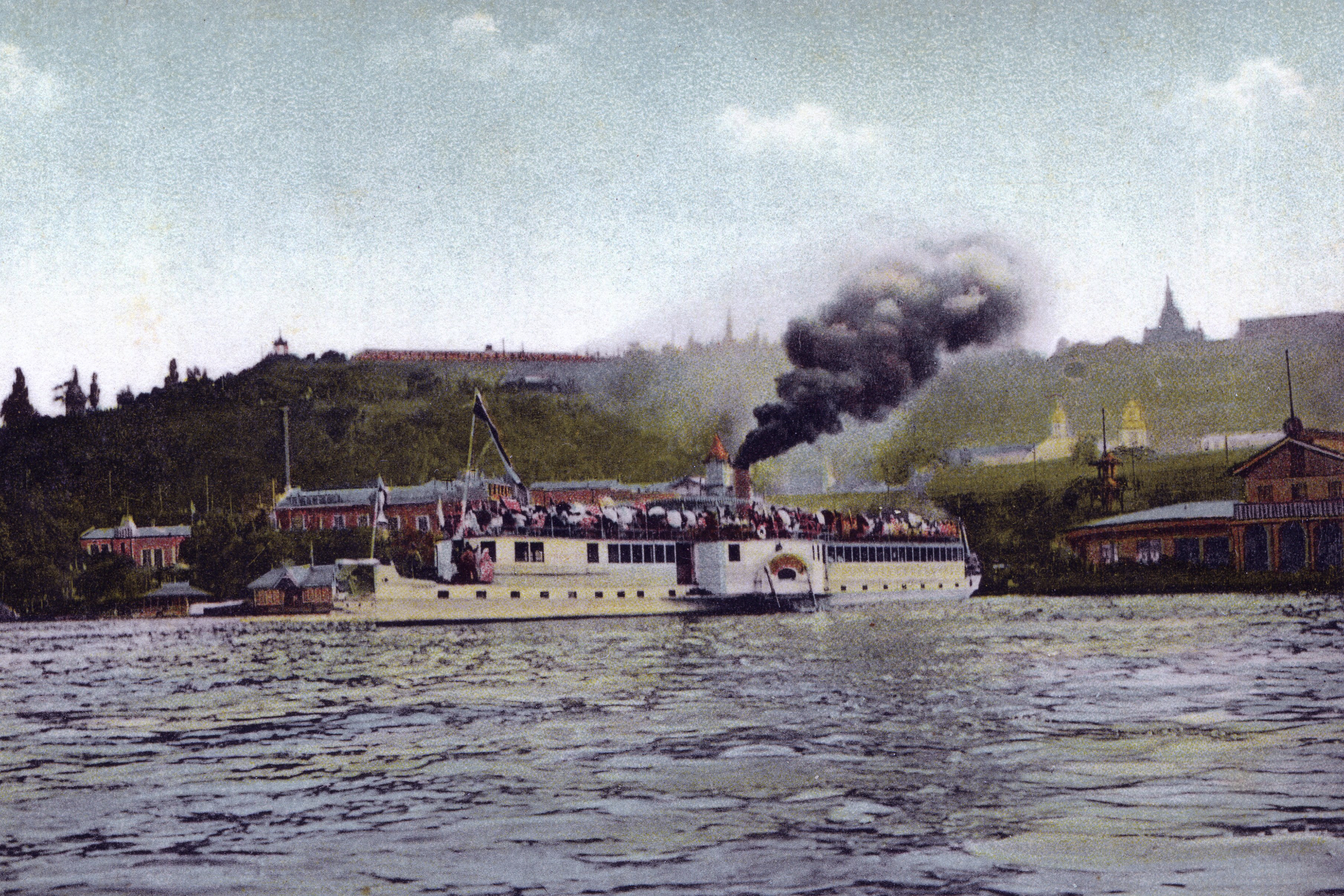
Пароплав до Китаєва

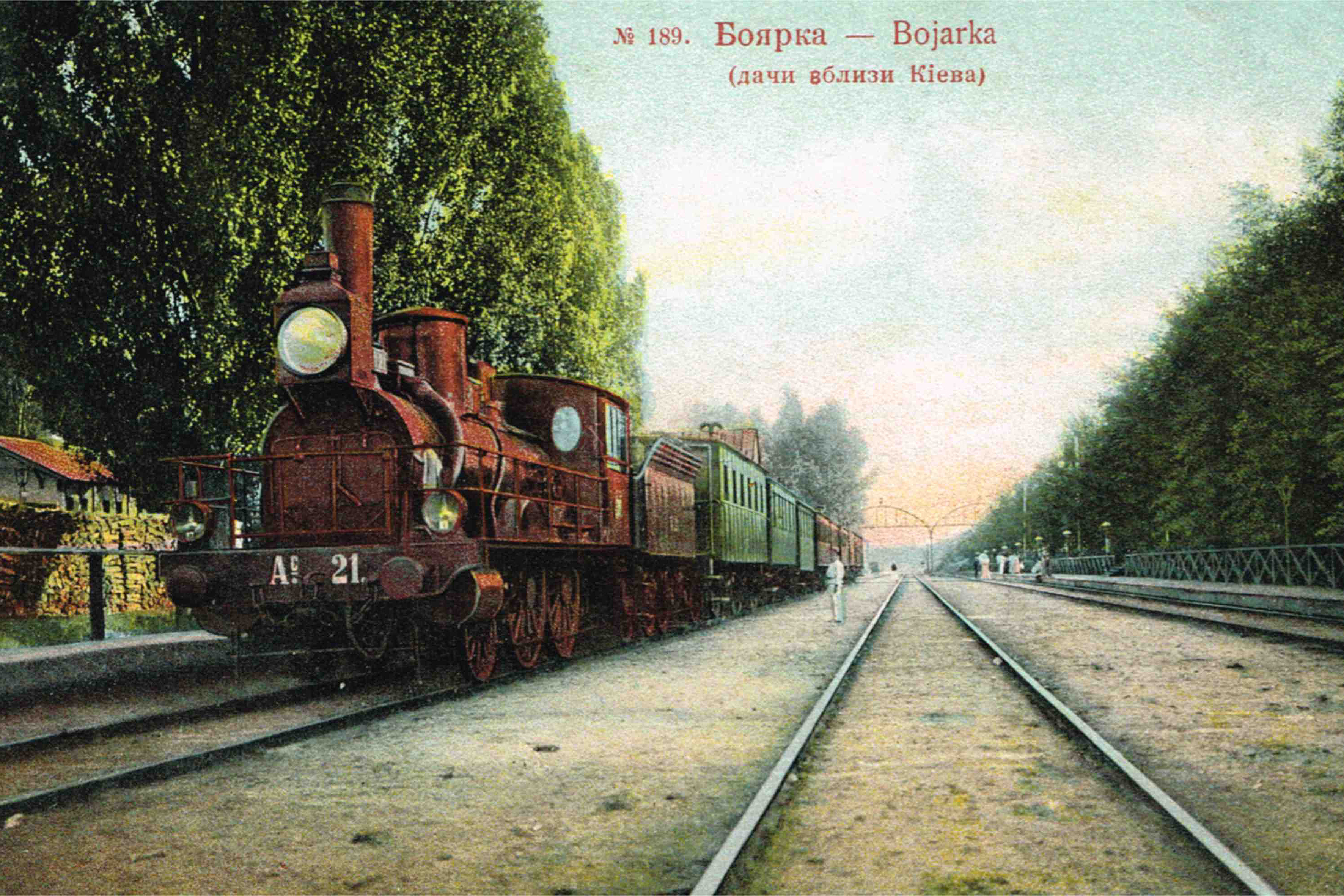
Боярська станція

У ХІХ сторіччі киян за місто вивозили візники. Наприклад, до Китаєва їхали по Великій Васильківській і далі через село Деміївка.
Поступово селища отримали свій відносно автономний від міського транспорт.
До китаївських дач двічі на день ходив пароплав. Час у дорозі тривав понад годину.
1900 року від Подолу до Пріорки, Кинь-Ґрусті і далі через Пущеводицький ліс до Пущі-Водиці проклали трамвайний маршрут № 19 (згодом № 12), який 1904 року електрифікували.
1900 року від Тріумфальної брами до  Святошинських дач пустили вузькоколійну трамвайну лінію завдовжки 9 верст. 1901 року трамвай перевели на електричну тягу. Вагони курсували що п'ятнадцять хвилин. Проїзд, який тривав близько 35 хвилин, коштував 20 копійок. Як зазначалося у путівниках, вагоноводи подавали дамам ручку, були надзвичайно ввічливими і могли спілкуватися іноземними мовами. До залізничної станції Святошин ходив поїзд, вартість якого становила 14 копійок. Для порівняння: кілограм картоплі коштував три копійки, а відро помідорів — вісім.
Дарницькі дачі з Києвом з'єднали залізницею. П'ятдесятихвилинний проїзд коштував 15 копійок. 1912 року відкрилося нове сполучення Дарниця-Київ по новозбудованій лінії Києво-Броварського мото-трамвая з гілкою до Дарниці. Як повідомляли путівники, «сполучення швидке і зручне. Вагони відходять що 20 хвилин. Київська станція мото-трамвая розташована на березі Дніпра, біля будівлі Кінної пошти. Плата за проїзд — 20 коп. в обидва кінця». Між селищем і пляжем на Дніпрі курсували спеціальні купальні поїзди. Ціна квитка становила п'ять копійок в один кінець.
|                               |                       |                            |
| Мото-трамвай Дарницької лінії | Святошинський трамвай | Трамвай № 12 в Пущі-Водиці |

Швидкому розвиткові дачних селищ в Ірпені, Бучі, Ворзелі, Немішаєвому сприяло відкриття у 1903—1908 роках Києво-Ковельської лінії Південно-Західної залізниці. До Ірпеня дорога, яка на поїзді займала годину, у вагонах другого класу коштувала 49 копійок, третього класу — 28 копійок. Через станцію Буча щоденно проходило 12 пасажирських поїздів. Поїздка, яка тривала понад годину, коштувала відповідно 56 і 32 копійки. Вартість квитка до Ворзеля становила відповідно 67 і 38 копійок.
Навколо залізничної станції виросло дачне селище в Мотовилівці.
|                     |                  |
| Ворзельська станція | Станція в Ірпені |

## Архітектура дачної забудови

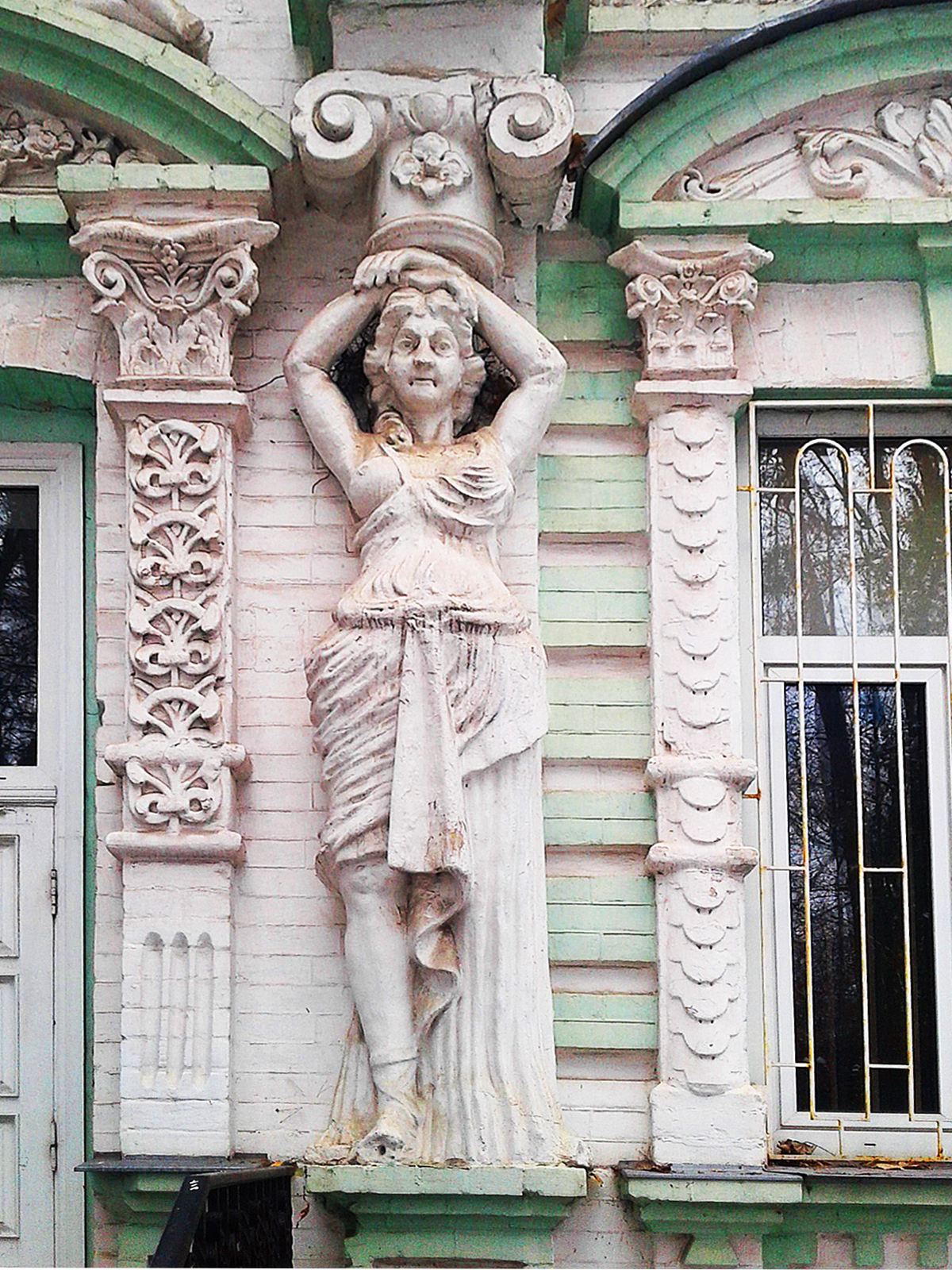
Каріатида. Фрагмент декору дачі на Львівській, 18-А

У країнах Європи на курортах панував «колоніальний», «швейцарський» і «норвезький» стилі. Передмістя Києва забудували дачними будинками і садибами за зразками закордонних курортних вілл у стилях історизму, еклектики й модерну. Для Святошина міські архітектори Олександр Кривошеєв й Олександр Хойнацький розробили 24 типи проєктів дачних будинків, що мали від двох до восьми кімнат. За словами дослідників, будинки «оббудовувалися екзотичними башточками, балконами, верандами і декорувалися у вигадливих… стилях».
Водночас для дачних споруд розробляли особливий архітектурний стиль, заснований переважно на місцевих традиціях. Наприклад, польський теоретик мистецтва Станіслав Віткевич (1851—1915) запропонував закопанський стиль. За його проектами у Закопаному збудували дерев'яні особняки, які поєднували елементи західноєвропейської вілли з гуральськими високими ґонтовими дахами й стилізованою різьбою. Закопанський стиль запозичила курортна архітектура Трускавця.
Київські власники особняків, які походили з північних і центральних російських губерній, також почали замовляти архітектурний стиль, характерний для їхніх регіонів. Спочатку артілі теслярів, що приїздили з російських міст, а згодом і місцеві майстри прикрашали дерев'яні вілли ажурним різьбленням. Цей стиль вплинув на архітектурне обличчя Боярки, Бучі, Дарниці, Ірпеня та Святошина.
У Пущі-Водиці збереглося кілька зразків дачної архітектури. Один із них, дачний будинок на Юнкерова, 37-а, — пам'ятка дерев'яної дачної забудови київського передмістя початку ХХ сторіччя. Одноповерхова дача з мансардою споруджена у формах історизму. Основний вертикальний акцент споруди — пірамідальна вежа зі шпилем. Поставлена на облік Наказом Управління охорони пам'яток історії, культури та історичного середовища від 18.03.1999 № 16 і Наказом Головного управління охорони культурної спадщини від 25.06.2011 № 10/38-11. Однак пам'ятка перебуває у напівзруйнованому стані. Провалений дах, вибиті шибки у вікнах, розбите різьблення.
Наказом Міністерства культури від 15.10.2014 № 869 під охорону (охоронний номер 965-Кв) взята дерев'яна дача на Юнкерова, 50-Б (корпус 15), яка споруджена ов 1914—1915 роках. Оформлена у стилі історизму з елементами неоренесансу, необароко та неокласицизму. Споруда — один із нечисленних зразків дерев'яної дачної забудови початку ХХ сторіччя. Пам'ятка перебуває у занедбаному стані.

Одноповерхова, дерев'яна дача на вулиці Юнкерова, 47, зведена у 1910-х роках у формах історизму, належить до цікавих зразків дерев'яної дачної забудови. 
Наказом Міністерства культури України від 15.10.2014 № 869 поставлено на облік житловий будинок на вулиці Юнкерова, 50, споруджений у 1910 році у стилі із класицистичними мотивами і формами народної архітектури. Споруда — цінний зразок невеликої дачної будівлі з вираженими індивідуальними рисами. 
|        |                       |
| Ірпінь | Ворзель (поч. ХХ ст.) |

## Знищення історичної забудови

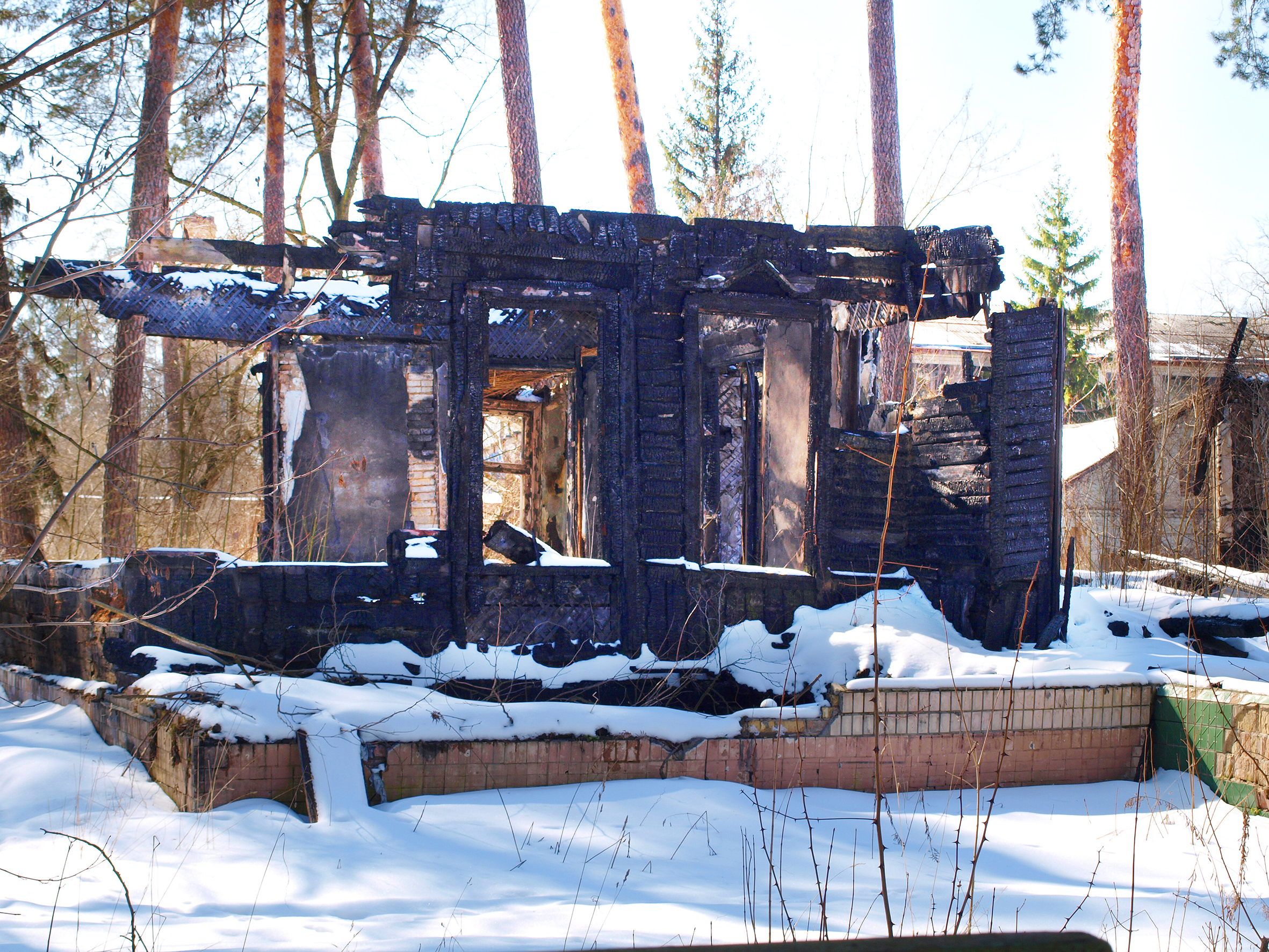
Рештки дачі на Максименка, 9 після пожежі (Пуща-Водиця)

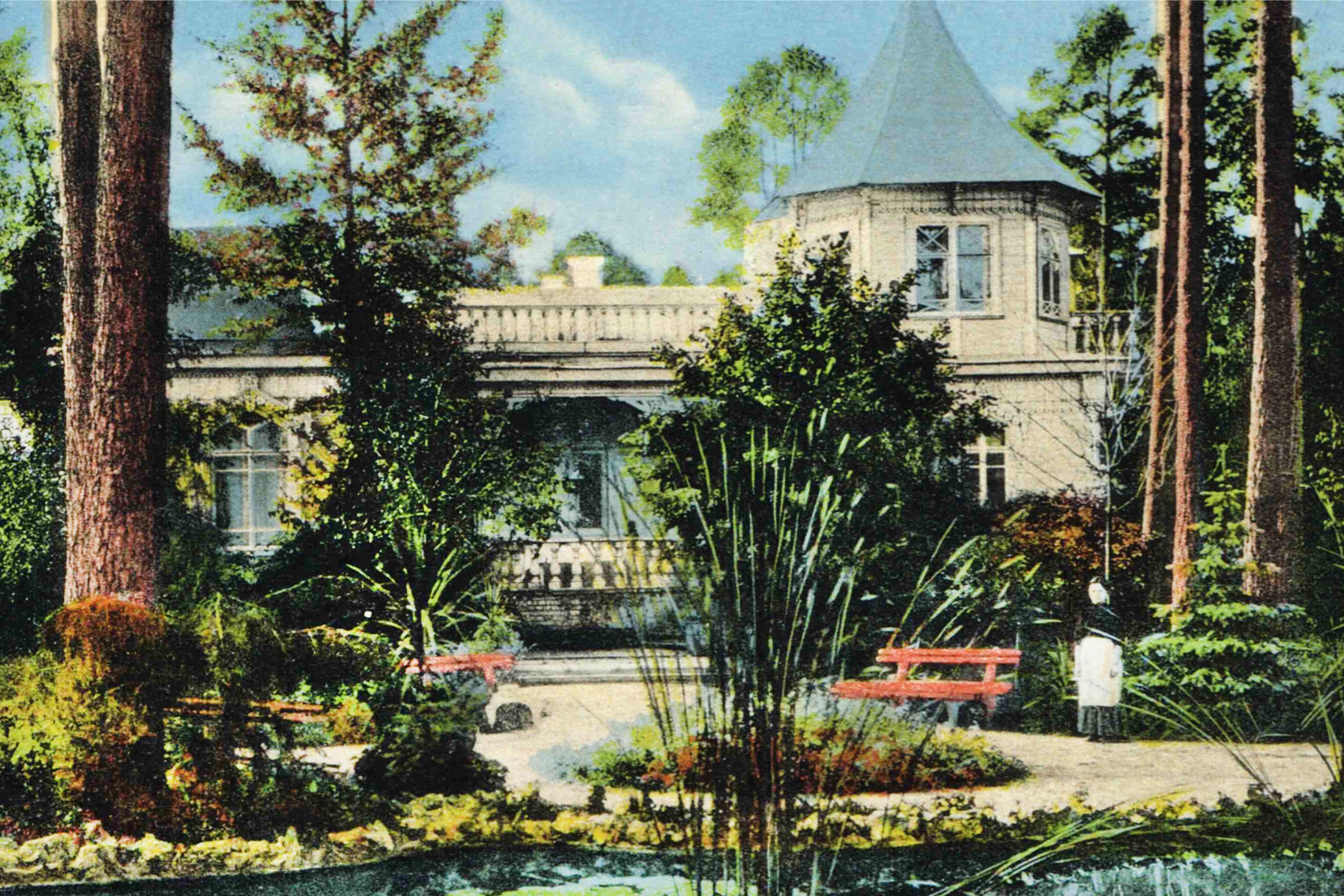
Дача Лесіша, зруйнована (Святошин)

Руйнування київських дач розпочалося у другій половині ХІХ сторіччя і продовжилося протягом наступного сторіччя. За цей час місто втратило багато зразків дачної архітектури. Ще значна кількість дачних споруд перебувають в аварійному стані і поступово руйнуються.
Після реформ 1870-х років, запроваджених імператором Олександром II, землі Казенних Дач скупили великі промисловці для будівництва Механічного заводу Гретера і Криванека у 1882 році й фабрики грамплатівок Г. Їндржишека та Е. Гессе у 1911 році. Упродовж 1960—1980-х років приватну садибну забудову на Казенних Дачах остаточно ліквідовано.
Під час Другої світової війни повністю знищена Дарниця.
За радянської доби в Пущі-Водиці розгорнули інтенсивне будівництво санаторіїв та будинків відпочинку, що супроводжувалося масовим знесенням історичної забудови (зокрема і дач, які мали високу архітектурну цінність).
У 1960-і роки суттєво перебудували дачу Сокологорського в Бучі, після чого будівля втратила свій первісний вигляд.
У 1960-і роки робилися спроби врятувати дачу Лесишина на Святошині, яка відрізнялася естетичною вишуканістю. Архітектор Є. Осадчий склав проект реставрації пам'ятки архітектури, але натомість цю територію передано Міському онкологічному центру (Верховинна вулиця, 69), а садибу ліквідовано. У 1970—1980-і роки знесли більшу частину історичної забудови Святошина, на її місці звели багатоповерхові панельні будинки. А в 1988—1989 роках північно-західну частину Святошина забудували новим житловим масивом Біличі.
У 1950—1980-і роки ліквідували майже всю історичну забудову на Пріорці, натомість збудували Вишгородський масив і промзону.
У 1970—1980-х роках у зв'язку із будівництвом житлового масиву знесли майже всю забудову 1-ї третини ХХ століття на Караваєвих Дачах. 
Дачне селище Китаїв приєднали до Києва 1923 року. У 1980-ті роки колишні дачні забудови знесли й на їхньому місці звели Корчуватський житловий масив.
Від пожежі у 2004 році значно постраждала будівля дачі Штамма на Києво-Мироцькій вулиці у Бучі. У грудні 2011 року комунальники розібрали 130-річний дерев'яний будинок Вільгельма Крістера на вулиці Осиповського, 2-А. У грудні 2012 року згоріла одна із двох дерев'яних дач 1910 року у Пущі-Водиці на вулиці Федора Максименка, 9. Інша дача, розташована за тією ж адресою, — напівзруйнована. На місці пам'ятки на вулиці Федора Максименка, 11 звели нову будову. Знесли дачні будинки на вулиці Юнкерова, 36 і 43.
У занедбаному стані перебувають дачні споруди на вулиці Юнкерова, 37-А, 47, 50.
В аварійному стані перебуває колишня дача українського вченого-криміналіста та історика права Олександра Кістяківського у Боярці, яку попри вимоги активістів так і не поставили на облік пам'яток історії та культури. У будинку проживала дружина Олександра Федоровича Олександра Іванівна, сини Володимир, Богдан та Ігор Кістяківські. Тут народився онук Олександра Федоровича — Георгій Богданович Кістяківський, фізик і хімік, радник президента США Дуайта Ейзенхауера. У 1920-ті — 1943 роки на дачі проживали Микола Василенко та Наталя Полонська-Василенко. Гостював тут президент Академії Наук Володимир Вернадський.
2017 року в Боярці підприємці знищили дерев'яну дачу на вулиці Хрещатик, 88. Суттєво перебудували колишню дачу (лісництво) на вулиці Хрещатик, 104.
|                                         |                                |                                        |
| Будинок Вільгельма Крістера до знесення | Дача (Пуща-Водиця), зруйнована | Дача на Максименка, 9, знищена пожежею |